# Parobisium charlotteae
Espèce
Parobisium charlotteae est une espèce de pseudoscorpions de la famille des Neobisiidae.

## Distribution
Cette espèce est endémique d'Oregon aux États-Unis. Elle se rencontre dans le comté de Deschutes dans la grotte Redmond Lava Cave.

## Description
Le mâle holotype mesure 6,02 mm.

## Étymologie
Cette espèce est nommée en l'honneur de Charlotte May Guerdan, l'épouse de Joseph Conrad Chamberlin.

## Publication originale
- Chamberlin, 1962 : New and little-known false scorpions, principally from caves, belonging to the families Chthoniidae and Neobisiidae (Arachnida, Chelonethida). Bulletin of the American Museum of Natural History, no 123, p. 303-352 (texte intégral).